# Арката (Каліфорнія)
Арката (англ. Arcata) — місто (англ. city) в США, в окрузі Гумбольдт штату Каліфорнія. Населення — 18 857 осіб (2020).

## Географія
Арката розташована за координатами 40°51′44″ пн. ш. 124°4′30″ зх. д. / 40.86222° пн. ш. 124.07500° зх. д. (40.862286, -124.074958). За даними Бюро перепису населення США в 2010 році місто мало площу 28,47 км², з яких 23,56 км² — суходіл та 4,91 км² — водойми.

### Клімат
| Клімат : Арката       | Клімат : Арката | Клімат : Арката | Клімат : Арката | Клімат : Арката | Клімат : Арката | Клімат : Арката | Клімат : Арката | Клімат : Арката | Клімат : Арката | Клімат : Арката | Клімат : Арката | Клімат : Арката | Клімат : Арката |
| Показник              | Січ.            | Лют.            | Бер.            | Квіт.           | Трав.           | Черв.           | Лип.            | Серп.           | Вер.            | Жовт.           | Лист.           | Груд.           | Рік             |
| Середній максимум, °C | 11,7            | 12,2            | 12,2            | 12,8            | 13,9            | 15,6            | 15,6            | 16,1            | 16,7            | 15,6            | 13,9            | 12,8            | 14,1            |
| Середній мінімум, °C  | 5,6             | 5,6             | 5,6             | 6,7             | 8,9             | 10,6            | 11,1            | 11,1            | 10,6            | 8,9             | 7,2             | 6,1             | 8,2             |
| Норма опадів, мм      | 218             | 160             | 135             | 64              | 58              | 23              | 3               | 5               | 20              | 89              | 124             | 170             | 1069            |
| --------------------- | --------------- | --------------- | --------------- | --------------- | --------------- | --------------- | --------------- | --------------- | --------------- | --------------- | --------------- | --------------- | --------------- |
| Джерело: Weatherbase  |                 |                 |                 |                 |                 |                 |                 |                 |                 |                 |                 |                 |                 |

## Демографія
Згідно з переписом 2010 року, у місті мешкала 17 231 особа в 7381 домогосподарстві у складі 2625 родин. Густота населення становила 605 осіб/км². Було 7722 помешкання (271/км²).
Расовий склад населення:
| - 81,8 % — білих - 2,6 % — азіатів - 2,3 % — корінних американців - 2,0 % — чорних або афроамериканців - 0,2 % — вихідців з тихоокеанських островів - 4,5 % — осіб інших рас |

До двох чи більше рас належало 6,6 %. Частка іспаномовних становила 11,6 % від усіх жителів.
За віковим діапазоном населення розподілялося таким чином: 12,6 % — особи молодші 18 років, 79,2 % — особи у віці 18—64 років, 8,2 % — особи у віці 65 років та старші. Медіана віку мешканця становила 26,1 року. На 100 осіб жіночої статі у місті припадало 99,2 чоловіків; на 100 жінок у віці від 18 років та старших — 98,0 чоловіків також старших 18 років.
Середній дохід на одне домашнє господарство становив 44 641 долар США (медіана — 29 435), а середній дохід на одну сім'ю — 61 644 долари (медіана — 42 601). Медіана доходів становила 44 863 долари для чоловіків та 34 848 доларів для жінок. За межею бідності перебувало 41,3 % осіб, у тому числі 40,5 % дітей у віці до 18 років та 8,7 % осіб у віці 65 років та старших.
Цивільне працевлаштоване населення становило 7519 осіб. Основні галузі зайнятості: освіта, охорона здоров'я та соціальна допомога — 36,0 %, мистецтво, розваги та відпочинок — 17,4 %, роздрібна торгівля — 13,3 %, науковці, спеціалісти, менеджери — 10,0 %.